# Simone Enrico di Lippe-Detmold
Simone Enrico di Lippe-Detmold (Sternberg, 13 marzo 1649 – Detmold, 2 maggio 1697) è stato conte di Lippe-Detmold dal 1665 al 1697.

## Biografia
Simone Enrico era il maggiore dei figli del conte Ermanno Adolfo di Lippe-Detmold e della sua prima moglie, la contessa Ernestina di Isenburg-Budingen-Birstein.
Nel 1665 ottenne il governo dei beni della casata. Il 15 settembre 1666 si recò all'Aia dove sposò Amalia di Dohna, contessa ereditaria del castello di Utrecht, ed erede di Vianen e Ameiden (nata il 2 febbraio 1644 a L'Aia).
Tra il 1683 ed il 1685 fece ampliare la palazzina di caccia fatta costruire dal padre nel 1657 a Lopshorn, composta ora di un cortile d'onore e di un corpo residenziale. La pianta si ispirava al classicismo palladiano e consisteva in una semplice costruzione con un progetto che valorizzava il piano mezzanino, con una serie di camere e stanze simmetriche che davano sul cortile d'onore.
Simone Enrico morì il 2 maggio 1697 a Detmold e sua moglie Amelia venne costretta a trasferirsi al castello di Varenholz, dove morì l'11 marzo 1700.

## Matrimonio e figli
Dal proprio matrimonio con Amalia, Simone Enrico ebbe i seguenti figli:
- Federico Adolfo (2 settembre 1667 al castello di Detmold - 18 luglio 1718 a Detmold), conte di Lippe-Detmold
- Ferdinando Cristiano (13 settembre 1668 a Detmold - 18 ottobre 1724 a Samrodt), Signore di Samrodt
- Enrichetta Sofia (23-25 ottobre 1669 a Detmold)
- Enrico Ernesto (24 gennaio 1671 a Detmold - 1º ottobre 1691 a Raab, Ungheria, combattendo contro i Turchi)
- Giovanna Sofia (29 giugno 1672 a Detmold - 8 novembre 1675 ivi)
- Albertina (24 agosto 1673 a Detmold - 29 dicembre 1673 ivi)
- Carlotta Albertina (14 ottobre 1674 a Detmold - 13 luglio 1740 a Wetzlar) - sposò l'8 febbraio 1707 il conte Carlo di Wied-Runkel (21 ottobre 1684 - 21 giugno 1764)
- Guglielmo Simone (5 gennaio 1676 a Detmold - 21 gennaio 1681 ivi)
- Teodoro Augusto (28 luglio 1677 a Detmold - 24 ottobre 1677 ivi)
- Cristoforo Luigi (3 aprile 1679 a Detmold - 18 maggio 1747 ivi)
- Teodoro Emilio (20 settembre 1680 a Detmold - 11 settembre 1709), caduto nella battaglia di Malplaquet
- Simone Carlo (23 marzo 1682 a Detmold - 20 settembre 1703), caduto nella battaglia di Hoechstaedt
- Sofia Fiorentina (8 settembre 1683 - 24 aprile 1758 a Altenkirchen/Westerwald) - sposò il 29 agosto 1704 a Detmold il conte Massimiliano Enrico di Wied-Runkel (1º maggio 1681 - 19 dicembre 1706)
- Freda Enrichetta (nata e morta il 13 marzo 1686 a Detmold)
- Guglielmo Carlo Teodorico (9 novembre 1686 a Vianen - 16 maggio 1687 a Detmold)
- Augusto Wolfhart (23 giugno 1688 a Detmold - 18 gennaio 1739 a Varenholz)

## Ascendenza
|                                                         |                                                             |                                                             | Genitori                                             |  |  | Nonni |  |  | Bisnonni                     |  |  | Trisnonni                         |  |
|                                                         |                                                             |                                                             |                                                      |  |  |       |  |  | 8. Simone VI, conte di Lippe |  |  | 16. Bernardo VIII, conte di Lippe |  |
|                                                         |                                                             |                                                             |                                                      |  |  |       |  |  | 8. Simone VI, conte di Lippe |  |  | 16. Bernardo VIII, conte di Lippe |  |
|                                                         |                                                             | 17. Caterina di Waldeck-Eisenberg                           |                                                      |  |  |       |  |  | 8. Simone VI, conte di Lippe |  |  |                                   |  |
| 4. Simone VII, conte di Lippe-Detmold                   |                                                             |                                                             |                                                      |  |  |       |  |  | 8. Simone VI, conte di Lippe |  |  |                                   |  |
|                                                         |                                                             | 9. Elisabetta di Holstein-Schaumburg                        | 18. Otto IV, conte di Holstein-Schaumburg            |  |  |       |  |  |                              |  |  |                                   |  |
|                                                         |                                                             | 9. Elisabetta di Holstein-Schaumburg                        | 18. Otto IV, conte di Holstein-Schaumburg            |  |  |       |  |  |                              |  |  |                                   |  |
|                                                         |                                                             | 9. Elisabetta di Holstein-Schaumburg                        | 19. Elisabetta Ursula di Brunswick-Lüneburg          |  |  |       |  |  |                              |  |  |                                   |  |
| 2. Ermanno Adolfo, conte di Lippe-Detmold               |                                                             | 9. Elisabetta di Holstein-Schaumburg                        |                                                      |  |  |       |  |  |                              |  |  |                                   |  |
|                                                         |                                                             | 10. Giovanni Luigi I, conte Nassau-Wiesbaden-Idstein        | 20. Balthasar, conte Nassau-Wiesbaden-Idstein        |  |  |       |  |  |                              |  |  |                                   |  |
|                                                         |                                                             | 10. Giovanni Luigi I, conte Nassau-Wiesbaden-Idstein        | 20. Balthasar, conte Nassau-Wiesbaden-Idstein        |  |  |       |  |  |                              |  |  |                                   |  |
|                                                         |                                                             | 10. Giovanni Luigi I, conte Nassau-Wiesbaden-Idstein        | 21. Margherita di Isenburg-Büdingen-Birstein         |  |  |       |  |  |                              |  |  |                                   |  |
| 5. Anna Caterina di Nassau-Wiesbaden-Idstein            |                                                             | 10. Giovanni Luigi I, conte Nassau-Wiesbaden-Idstein        |                                                      |  |  |       |  |  |                              |  |  |                                   |  |
|                                                         |                                                             | 11. Maria di Nassau-Dillenburg                              | 22. Giovanni VI, conte di Nassau-Dillenburg          |  |  |       |  |  |                              |  |  |                                   |  |
|                                                         |                                                             | 11. Maria di Nassau-Dillenburg                              | 22. Giovanni VI, conte di Nassau-Dillenburg          |  |  |       |  |  |                              |  |  |                                   |  |
|                                                         |                                                             | 11. Maria di Nassau-Dillenburg                              | 23. Elisabetta di Leuchtenberg                       |  |  |       |  |  |                              |  |  |                                   |  |
| 1. Simone Enrico, conte di Lippe-Detmold                |                                                             | 11. Maria di Nassau-Dillenburg                              |                                                      |  |  |       |  |  |                              |  |  |                                   |  |
|                                                         | 12. Volfango Ernesto I, conte di Isenburg-Büdingen-Birstein | 24. Filippo II, conte di Isenburg-Büdingen-Birstein         |                                                      |  |  |       |  |  |                              |  |  |                                   |  |
|                                                         | 12. Volfango Ernesto I, conte di Isenburg-Büdingen-Birstein | 24. Filippo II, conte di Isenburg-Büdingen-Birstein         |                                                      |  |  |       |  |  |                              |  |  |                                   |  |
|                                                         | 12. Volfango Ernesto I, conte di Isenburg-Büdingen-Birstein | 25. Ermengarda di Solms-Braunfels                           |                                                      |  |  |       |  |  |                              |  |  |                                   |  |
| 6. Volfango Enrico, conte di Isenburg-Budingen-Birstein | 12. Volfango Ernesto I, conte di Isenburg-Büdingen-Birstein |                                                             |                                                      |  |  |       |  |  |                              |  |  |                                   |  |
|                                                         |                                                             | 13. Anna di Gleichen                                        | 26. Giovanni IV, conte di Gleichen                   |  |  |       |  |  |                              |  |  |                                   |  |
|                                                         |                                                             | 13. Anna di Gleichen                                        | 26. Giovanni IV, conte di Gleichen                   |  |  |       |  |  |                              |  |  |                                   |  |
|                                                         |                                                             | 13. Anna di Gleichen                                        | 27. Caterina di Plesse                               |  |  |       |  |  |                              |  |  |                                   |  |
| 3. Ernestina di Isenburg-Budingen-Birstein              |                                                             | 13. Anna di Gleichen                                        |                                                      |  |  |       |  |  |                              |  |  |                                   |  |
|                                                         |                                                             | 14. Giovanni Luigi I, conte Nassau-Wiesbaden-Idstein (= 10) | 28. Balthasar, conte Nassau-Wiesbaden-Idstein (= 20) |  |  |       |  |  |                              |  |  |                                   |  |
|                                                         |                                                             | 14. Giovanni Luigi I, conte Nassau-Wiesbaden-Idstein (= 10) | 28. Balthasar, conte Nassau-Wiesbaden-Idstein (= 20) |  |  |       |  |  |                              |  |  |                                   |  |
|                                                         |                                                             | 14. Giovanni Luigi I, conte Nassau-Wiesbaden-Idstein (= 10) | 29. Margherita di Isenburg-Büdingen-Birstein (= 21)  |  |  |       |  |  |                              |  |  |                                   |  |
| 7. Maria Maddalena di Nassau-Wiesbaden-Idstein          |                                                             | 14. Giovanni Luigi I, conte Nassau-Wiesbaden-Idstein (= 10) |                                                      |  |  |       |  |  |                              |  |  |                                   |  |
|                                                         |                                                             | 15. Maria di Nassau-Dillenburg (= 11)                       | 30. Giovanni VI, conte di Nassau-Dillenburg (= 22)   |  |  |       |  |  |                              |  |  |                                   |  |
|                                                         |                                                             | 15. Maria di Nassau-Dillenburg (= 11)                       | 30. Giovanni VI, conte di Nassau-Dillenburg (= 22)   |  |  |       |  |  |                              |  |  |                                   |  |
|                                                         |                                                             | 15. Maria di Nassau-Dillenburg (= 11)                       | 31. Elisabetta di Leuchtenberg (= 23)                |  |  |       |  |  |                              |  |  |                                   |  |
|                                                         |                                                             | 15. Maria di Nassau-Dillenburg (= 11)                       |                                                      |  |  |       |  |  |                              |  |  |                                   |  |